# Гонсальвес, Нестор
Не́стор (Ти́то) Гонса́львес (исп. Néstor "Tito" Gonçalves; 27 апреля 1936, Бальтасар-Брум, департамент Артигас — 29 декабря 2016, Монтевидео) — уругвайский футболист, защитник «Пеньяроля» и сборной Уругвая в 1960-е годы. Рекордсмен «Пеньяроля» по количеству проведённых матчей в чемпионате Уругвая.

## Биография
Родился в городе Артигас на самом севере Уругвая. На турнире молодёжных команд в городе Сальто Нестора приметили скауты «Пеньяроля» и вскоре он стал игроком этой команды. Довольно быстро он стал призываться в сборную Уругвая.
Первоначально выступал на позиции правого защитника, но в 1958 году Уго Баньюло поставил Гонсальвеса в центр обороны.
Нестор Гонсальвес обладал яркими лидерскими качествами — хитрые и грамотные действия на поле подкреплялись мощным голосом, которым он руководил действиями своих партнёров. Когда в 1962 году Вильям Мартинес завершил карьеру, именно Нестор Гонсальвес был избран капитаном «Пеньяроля». К тому моменту «Пеньяроль» уже дважды выиграл Кубок Либертадорес и Межконтинентальный кубок 1961 года. В 1966 году Гонсальвес уже в качестве капитана завоевал свой третий Кубок Либертадорес и второй титул клубных чемпионов планеты.
Гонсальвес — один из самых выдающихся игроков в истории «Пеньяроля». В Уругвае пятый номер игрока до сих пор зачастую называют номером «Тито» Гонсальвеса, в дань уважения игре этого футболиста, которую можно ставить в пример всем защитникам. За свою карьеру Гонсальвес девять раз выиграл чемпионат Уругвая, в том числе был причастен к первому в истории команды «Золотому пятилетию» (1958—1962), когда «Ауринегрос» в течение 5 лет подряд неизменно становились чемпионом страны. Гонсальвес провёл 571 матч в чемпионате Уругвая, что является рекордом для игроков «Пеньяроля».

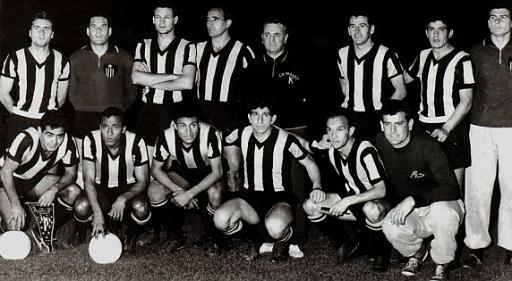
«Пеньяроль» в 1961 году. Нестор Гонсальвес стоит третьим слева

Первым крупным турниром для Гонсальвеса в сборной стал Кубок Америки 1957 года в Лиме. Там он дебютировал за национальную команду в игре против Бразилии. Гонсальвес всего провёд 50 матчей за Селесте, приняв также участие в Кубке Америки 1959 (1-й турнир) и двух чемпионатах мира — в 1962 и 1966 годах. В 1971 году «Тито» завершил выступления.
Его сын Хорхе Гонсальвес выиграл с «Пеньяролем» Кубок Либертадорес в 1987 году.

## Достижения
- Чемпион Уругвая (9): 1958, 1959, 1960, 1961, 1962, 1964, 1965, 1967, 1968
- Обладатель Кубка Либертадорес (3): 1960, 1961, 1966
- Обладатель Межконтинентального кубка (2): 1961, 1966
- Обладатель Суперкубка Межконтинентальных чемпионов (1): 1969